# Lygodictyon lanceolatum
Lygodictyon lanceolatum là một loài dương xỉ trong họ Lygodiaceae. Loài này được J.Sm. mô tả khoa học đầu tiên năm 1877.
Danh pháp khoa học của loài này chưa được làm sáng tỏ. 